# Rio Ciotorogu
O Rio Ciotorogu é um rio da Romênia, afluente do Rusca, localizado no distrito de Caraş-Severin.